# Virtua Cop
Virtua Cop (Japans: "バーチャコップ) is een computerspel dat in 1994 uitkwam als arcadespel. Het werd geporteerd naar de Sega Saturn in 1995 en Windows in 1997.

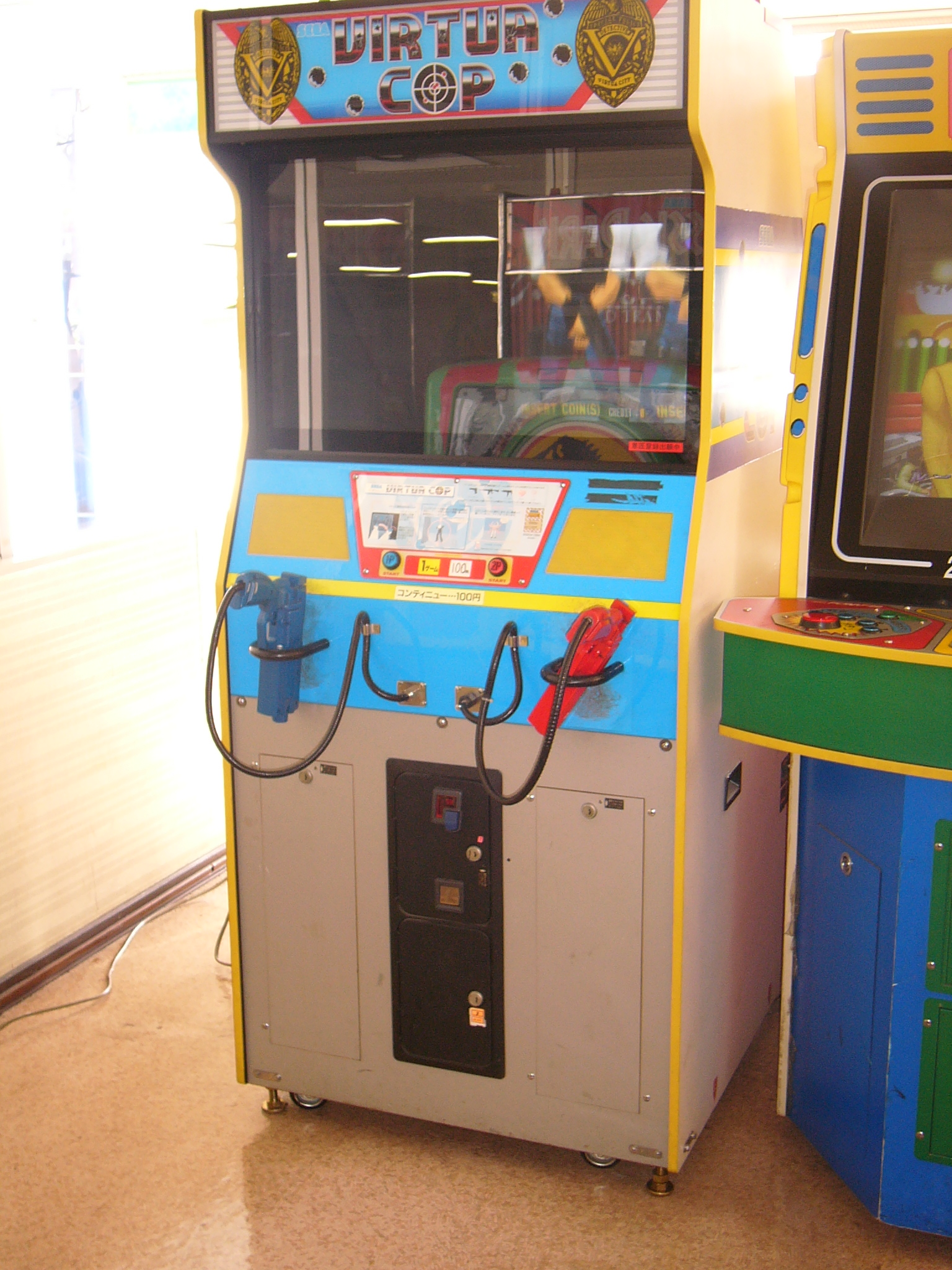
Virtua Cop arcade

## Platforms
| Jaar | Platform    |
| ---- | ----------- |
| 1994 | Arcade      |
| 1995 | SEGA Saturn |
| 1997 | Windows     |

## Ontvangst
| Beoordeeld door                 | Platform    | Datum            | Score |
| ------------------------------- | ----------- | ---------------- | ----- |
| Electric Playground             | SEGA Saturn | 22 april 1996    | 95%   |
| Game Players                    | SEGA Saturn | januari 1996     | 92%   |
| GameFan Magazine                | SEGA Saturn | januari 1996     | 90%   |
| The Video Game Critic           | SEGA Saturn | 27 juni 2000     | 83%   |
| Coming Soon Magazine            | SEGA Saturn | 14 februari 1996 | 80%   |
| Electronic Gaming Monthly (EGM) | SEGA Saturn | januari 1996     | 75%   |
| Gamesmania                      | Windows     | 1996             | 70%   |
| Shooterplanet                   | Windows     | 28 augustus 2004 | 56%   |
| Reset                           | Windows     | juni 1997        | 40%   |
| Génération 4                    | Windows     | november 1996    | 33%   |